# Odontozona minoica
Odontozona minoica is een tienpotigensoort uit de familie van de Stenopodidae. De wetenschappelijke naam van de soort is voor het eerst geldig gepubliceerd in 1989 door Dounas & Koukouras.